# Waterman (Illinois)
Pour les articles homonymes, voir Waterman.
Waterman est un village du comté de DeKalb dans l'Illinois, aux États-Unis,. Il est incorporé le 7 septembre 1877. Le village est baptisé en référence à Daniel Waterman, un officiel d'une compagnie ferroviaire.

## Démographie
Lors du recensement de 2010, le village comptait une population de 1 506 habitants. Elle est estimée, en 2016, à 1 493 habitants.

## Source de la traduction
- (en) Cet article est partiellement ou en totalité issu de l’article de Wikipédia en anglais intitulé « Waterman, Illinois » (voir la liste des auteurs).